# Lemuria (album)
Lemuria è l'undicesimo album in studio del gruppo musicale svedese Therion, pubblicato il 24 maggio 2004 dalla Nuclear Blast.
Il titolo dell'album si riferisce al nome di un'ipotetica "terra perduta" chiamata Lemuria. È stato realizzato contemporaneamente a Sirius B.

## Tracce
1. Typhon – 4:36
2. Uthark Runa – 4:41
3. Three Ships of Berik Part 1: Calling to Arms and Fighting the Battle – 3:19
4. Three Ships of Berik Part 2: Victory! – 0:44
5. Lemuria – 4:15
6. Quetzalcoatl – 3:47
7. The Dreams of Swedenborg – 4:58
8. An Arrow from the Sun – 5:54
9. Abraxas – 5:21
10. Feuer Overtüre / Prometheus Entfesselt – 4:39

## Formazione
Gruppo
- Christofer Johnsson - voce (Typhon, Three Ships of Berik Part 1), chitarra, tastiere (An Arrow from the Sun, Feuer Overtūre / Prometheus Entfesselt)
- Kristian Niemann - chitarra
- Johan Niemann - basso

Altri musicisti
- Steen Rasmussen - mellotron (Lemuria), organo
- Jens Nyborg - balalaica, domra
- Sven Lindblad - balalaica
- Kavi Björkqvist - balalaica
- Mats Levén - voce (Uthark Runa) e (Abraxas)
- Piotr Wawrzeniuk - voce (Lemuria, The Dreams of Swedenborg, Feuer Overtūre / Prometheus Entfesselt)
- Peter Mossman - narratore (Lemuria)
- Orchestra - City of Prague Philharmonic Orchestra (diretta da Adam Klemens e Mario Klemens)
- Coro - Kūhn Mixed Choir (diretto da Mario Klemens)